# 우쓰시코메노미코토
우츠시코메노미코토(일본어: 欝色謎命 うつしこめのみこと[*], 생몰년 미상)는 고겐 천황의 황후이다. 『일본서기』의 표기이며, 『고사기』에서는 "内色許売命 (발음은 같음)"으로 쓰여있다. 『선대구사본기』에 의하면, 아버지는 오오미나쿠치노스쿠네노미코토이며, 어머니는 사카토유라츠히메노미코토이다. 동복형제로는 우츠시코오노미코토 (호즈미씨 선조), 오오헤소키노미코토 (이카가시코오노미코토・이카가시코메노미코토의 아버지)가 있다. 오오히코노미코토와 가이카 천황의 어머니이다.
고겐 천황 7년 2월 2일, 황후에 책립되었다. 가이카 천황 원년 1월 4일, 황태후가 되었다.

## 가족관계
- 친할아버지：이즈시코코로노오오오미노미코토 (出石心大臣命, 니기하야히의 3대손 또는 4대손)
- 아버지：오오미나쿠치노스쿠네노미코토 (大矢口宿禰命)[2]
- 어머니：사카토유라츠히메노미코토 (坂戸由良都姫命, 아마노미카게노미코토의 5대손, 카와타카히코노미코토의 딸,  미카미씨족)[3][4]
- 동복형제：우츠시코오노미코토(欝色雄命)・오오헤소키노미코토(大綜麻杵命)
- 남편：고겐 천황
  - 자녀：오오히코노미코토(大彦命)・가이카 천황・스쿠나히코오코코로노미코토(少彦男心命)・야마토토토히메노미코토(倭迹迹姫命)
  - 손자녀：미마키히메 (오오히코노미코토의 딸. 스진 천황의 황후. 스이닌 천황의 생모)・스진 천황・히코이마스노미코 (彦坐王, 이상 가이카 천황의 황자)

## 같이 보기
- 호즈미씨
- 아스카 시대 이전의 인물 목록